# Crôa!
 (décembre 2022).
Crôa! est un jeu de société créé par Igor Polouchine et édité en 1996 par Halloween Concept. Il a été ensuite réédité par Darwin Project puis depuis 2007 par Play Factory.
Pour 2 à 4 joueurs, à partir de 6 ans pour environ 20 minutes.

## Principe général
Chaque joueur joue une colonie de grenouilles qui cherche à acquérir la suprématie de la mare en chassant les autres grenouilles.

## Règle du jeu
On trouve la règle complète sur les sites ludiques spécialisés en référencement.

### Matériel
La boîte contient :
- 64 dalles (12 mâles, 14 nénuphars, 10 moustiques, 8 rondins, 5 vases, 3 brochets et 12 feuilles)
- 24 grenouilles Servantes pré-peintes (6 bleues, 6 rouges, 6 vertes et 6 roses)
- 4 grenouilles Reine pré-peintes(1 bleue, 1 rouge, 1 verte et 1 rose)
- 24 pions Mâles en carton
- 1 livret de règles

### Mise en place
Mélangez les 64 dalles du jeu. Formez un carré de 8 dalles sur 8, faces cachée. Ce carré représente la mare et donc le terrain de jeu des grenouilles.
Chaque joueur choisit une couleur et prend les figurines « reines » et « servantes » ainsi que les pions « mâles » qui correspondent, puis place sa reine et deux servantes sur la mare.
On détermine le premier joueur de la façon suivante :
- chacun se positionne sur une ligne, celui qui saute le plus loin gagne le privilège de commencer.

Sinon, un tirage au sort peut très bien faire l'affaire.

### But du jeu
Pour gagner à Crôa!, il faut éliminer les reines adverses et être le dernier à conserver sa reine en jeu.

### Déroulement
Le jeu se joue dans le sens des aiguilles d'une montre.
À son tour chaque joueur peut déplacer sa Reine ou une de ses Servantes sur une dalle adjacente (horizontalement, verticalement ou en diagonale) qui est retournée révélant ce qui arrive à la grenouille. Certaines dalles sont bénéfiques (elles permettent de rejouer par exemple), d’autres sont négatives voire fatales (le brochet mange votre grenouille).
Il existe aussi des dalles de mâles qui permettent à la Reine des grenouilles de se reproduire, ce qui permet de gagner en cours de partie de nouvelles Servantes, pour remplacer celles que vous avez perdues ou augmenter votre colonie. Toutefois, une Reine ne peut s'accoupler qu'une fois avec chacun des mâles. Pour se rappeler avec quel mâle elle peut s'accoupler, dès qu'elle fait un bébé avec un mâle, le joueur qui la contrôle défausse le pion mâle correspondant.
Il ne peut pas y avoir plusieurs grenouilles sur une même dalle, sauf sur le rondin qui peut accueillir deux Servantes ou une Reine. Lorsqu'une grenouille arrive sur une dalle occupée par une grenouille adverse, elle la chasse, cette dernière est alors retirée de la partie. Si c'était une reine, le joueur qui la contrôlait a perdu et on retire toutes ses grenouilles de la mare.

### Fin de partie et vainqueur
Pour gagner la partie, il faut que les reines de tous ses adversaires soient éliminées (chassée par une grenouille ou mangée par un brochet).

### Règles optionnelles
- Option mémo : lorsqu'une grenouille quitte une dalle, la dalle est remise face cachée. Il faut se rappeler son effet et surtout où se trouve le brochet.
- Option 8 joueurs : en mélangeant deux jeux on peut jouer jusqu'à 8 joueurs. Il faut toutefois faire une marque sur les grenouilles du second jeu pour les différencier du premier.

## Extension
- Splotch! une extension pour 2 joueurs compatible avec l'édition de crôa de Darwin Project.
- De nouvelles dispositions de mare sont disponibles sur le site de l'éditeur, ainsi que des règles optionnelles.